# Marek Szubert
Marek „Strzyga” Szubert (ur. 5 stycznia 1980 w Pyskowicach) – polski wokalista. Jest przede wszystkim znany z występów w zespole Heretique, do którego dołączył krótko po jego założeniu, w 2007 roku. Wcześniej występował jako wokalista i gitarzysta w gothic metalowym zespole Shadowblade oraz przez krótki czas w gliwickim rockowym cover bandzie Damage, Inc. Od 2010 roku jest także frontmanem pyskowickiego Spatial, z którym w 2014 roku wydał album Silence. W 2017 wprowadził basistę tej grupy, Marka Tuskowskiego, do Heretique na miejsce Wojciecha Zydronia.

## Inspiracje
Jako swoją największą inspirację i wzór wokalny muzyk podaje wokalistę grupy Dimmu Borgir,
Shagratha.

## Instrumentarium
- Shure PGA58-XLR (mikrofon)
- Digitech Studio S100 (kamera pogłosowa)

## Dyskografia
- Spatial – Empire (demo, 2012)
- Spatial – Silence (LP, 2014)